# Human After All
Human After All – trzeci album studyjny francuskiego duetu Daft Punk, wydany 14 marca 2005 w skali międzynarodowej i dzień później w Stanach Zjednoczonych. Został nagrany w Paryżu. W tym albumie Daft Punk łączy minimalizm i rock z francuskim stylem muzyki house. Human After All otrzymał mieszane recenzje - krytycy podkreślali fakt, iż album powstał w ciągu sześciu tygodni, szczególnie krótko w porównaniu do poprzednich albumów Discovery i Homework.

## Lista utworów
1. "Human After All" – 5:19
2. "The Prime Time of Your Life" – 4:23
3. "Robot Rock" – 4:47
4. "Steam Machine" – 5:22
5. "Make Love" – 4:48
6. "The Brainwasher" – 4:08
7. "On/Off" – 0:19
8. "Television Rules the Nation" – 4:47
9. "Technologic" – 4:44
10. "Emotion" – 6:57

## Personel
- Daft Punk - gitara, instrumenty klawiszowe, sampling, vocoders, śpiew, maszyny perkusyjne, programowanie, produkcja
- Cedri Hervet - koordynacja produkcji
- Gildas Loaëc - koordynacja produkcji
- Nilesh "Nilz" Patel - mastering

## Human After All: Remixes
Human After All: Remixes – remix album wydany 29 marca 2006 wyłącznie na terenie Japonii. Zawiera liczne remiksy wcześniej niedostępne na CD w limitowanym nakładzie 3000 egzemplarzy. Limitowana edycja albumu zawiera zestaw figurek Daft Punk. Album wprowadził system Copy Control.
1. "Robot Rock" (Soulwax remix) – 6:31
2. "Human After All" (SebastiAn remix) – 4:48
3. "Technologic" (Peaches No Logic remix) – 4:38
4. "The Brainwasher" (Erol Alkan Horrorhouse dub) – 6:05
5. "The Prime Time of Your Life" (Para One remix) – 3:52
6. "Human After All" ("Guy-Man After All" Justice remix) – 4:01
7. "Technologic" (Digitalism's Highway to Paris remix) – 6:01
8. "Human After All" (Alter Ego remix) – 9:26
9. "Technologic" (Vitalic remix) – 5:27
10. "Robot Rock" (Daft Punk Maximum Overdrive mix)[1] – 5:54

## Listy przebojów
| Lista (2005)                         | Najwyższa pozycja |
| ------------------------------------ | ----------------- |
| Australian ARIA Albums Chart         | 36                |
| France Albums Chart                  | 3                 |
| Niemcy                               | 38                |
| UK Albums Chart                      | 10                |
| Szwecja                              | 30                |
| U.S. Billboard 200                   | 98                |
| U.S. Billboard Top Electronic Albums | 1                 |